# Igreja de Santa Maria em Trivio
Santa Maria in Trivio ou Igreja de Santa Maria em Trivio é uma igreja de Roma, Itália, localizada no rione Trevi, na Piazza dei Crociferi, perto da Fontana di Trevi. É dedicada à Maria. No guia do século XIX de Mariano Vasi, esta igreja é chamada de Santa Maria a Trevi.
É uma igreja da paróquia de Santa Maria in Via.

## História
Esta igreja antigamente se chamava Santa Maria in Xenodochio ou simplesmente Santa Maria in Synodo por causa da proximidade com o hospício para enfermos e doentes fundado, segundo a tradição, pelo general bizantino Belisário depois de ter livrado a cidade do cerco dos godos em 537. Ela manteve este nome até o final do século XV, quando passou gradualmente a ter o nome atual.
Até 1535 era uma igreja paroquial, mas foi suprimida em 1601. Novamente criada em 1669, foi definitivamente suprimida pelo papa Leão XII em 1825.
Em 1571, a igreja foi entregue para a Ordem dos Crociferi. Entre 1573 e 1575, o arquiteto Giacomo del Duca reconstruiu o edifício inteiro, acrescentando o criativo frontão sobre a porta de entrada. Depois que os Crociferi foram suprimidos, a igreja passou por diversas mãos: em 1657 estava com os camilianos, que realizaram uma nova restauração e redecoraram o interior; em 1839, foi entregue aos Clérigos Regulares Menores ("caracciolinos"); finalmente, em 1854, o papa Pio IX a entregou à congregação dos Missionários do Preciosíssimo Sangue, que ainda hoje serve ali.

## Descrição
A fachada é animada por pilastras e cornijas; janelas, placas e nichos. O interior tem uma nave única, uma abside e oito capelas laterais, quatro de cada lado.
O teto foi afrescado pelo pintor Antonio Gherardi entre 1669-70 com cenas da Vida da Virgem emolduradas em estuque dourado. No centro estão três: a "Apresentação de Maria no Templo", a "Assunção" e a "Circuncisão de Jesus". À volta destas três cenas estão as demais: o "Nascimento da Virgem", a "Visitação", a "Fuga para o Egito", "Jesus entre os doutores", a "Adoração dos Magos" e a "Sagrada Família". Todos foram restaurados recentemente (1999).
Na primeira capela da direita, onde havia no passado uma porta lateral, hoje murada, estão duas lápides: na primeira se recorda a concessão da igreja aos camilianos; na segunda, a visita do papa São João XXIII em 4 de janeiro de 1963. Na segunda está um altar dedicado à "Nossa Senhora do Preciosíssimo Sangue", um quadro atribuído a Pompeo Batoni; no local está uma fotografia do original, abrigado no museu da ordem em Albano. Antigamente esta capela era dedicada ao Crucifixo; abaixo dos arcos estão pequenas imagens da Vida de Jesus. Na terceira capela da direita está uma "Crucificação" (c. 1350), de estilo veneziano; abaixo dos arcos, cenas da Paixão, de Francesco Grimaldi. Finalmente, na quarta está uma "Crucificação com a Virgem, São João e Maria Madalena", obra de Grimaldi.
Na edícula do altar-mor, onde está o sacrário, está uma mesa com "Madona com o Menino" (século XV) dentro de um halo dourado encimado por uma coroa doada pelo Vaticano em 1677.
Nas quatro capelas da esquerda, seguindo do altar para a saída, estão muitas obras importantes. Na primeira (quarta), uma tela do "Martírio de São Cleto", do monge capuchinho Cosimo Piazza. Na segunda, a urna com as relíquias de São Gaspar de Bufalo, fundador da Congregação que construiu a igreja, obra realizada em 1954 quando o papa Pio XII o canonizou. Na terceira, uma "Santa Maria Madalena conversando com um anjo", de Luigi Scaramuccia (1672), aluno de Reni e Guercino. Finalmente, na quarta capela (a primeira à esquerda a partir da entrada), onde antigamente se abria uma porta para o pátio do convento, murada, estão duas lápides: a de cima recorda a consagração desta igreja em 25 de março de 1675 e a de baixo, a translação das relíquias do venerável Giovanni Merlini (m. 1873).
No teto da sacristia está um belo afresco do "Triunfo da Cruz", de Bartolomeo Morelli (1674).

## Galeria

Imagens da igreja
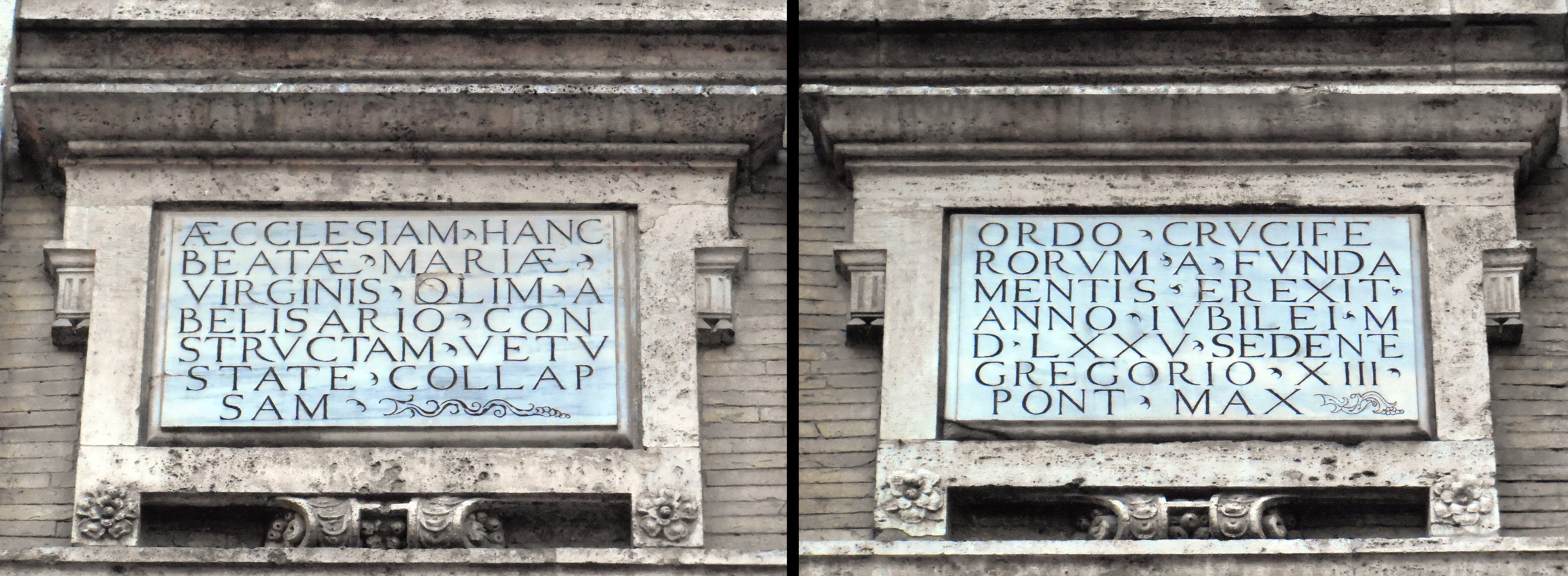
Inscrições na fachada relembram a reconstrução de 1575.
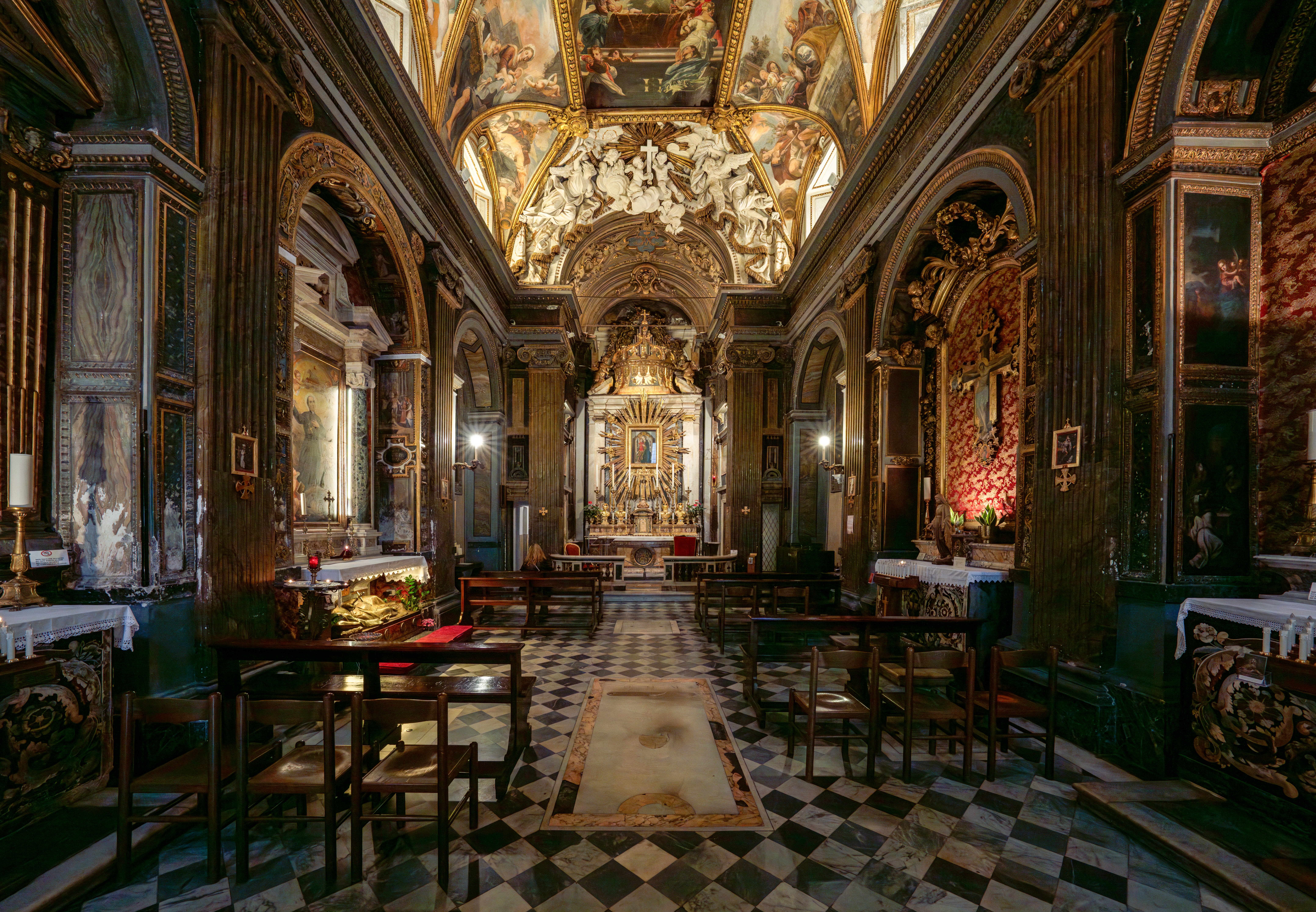
Interior.
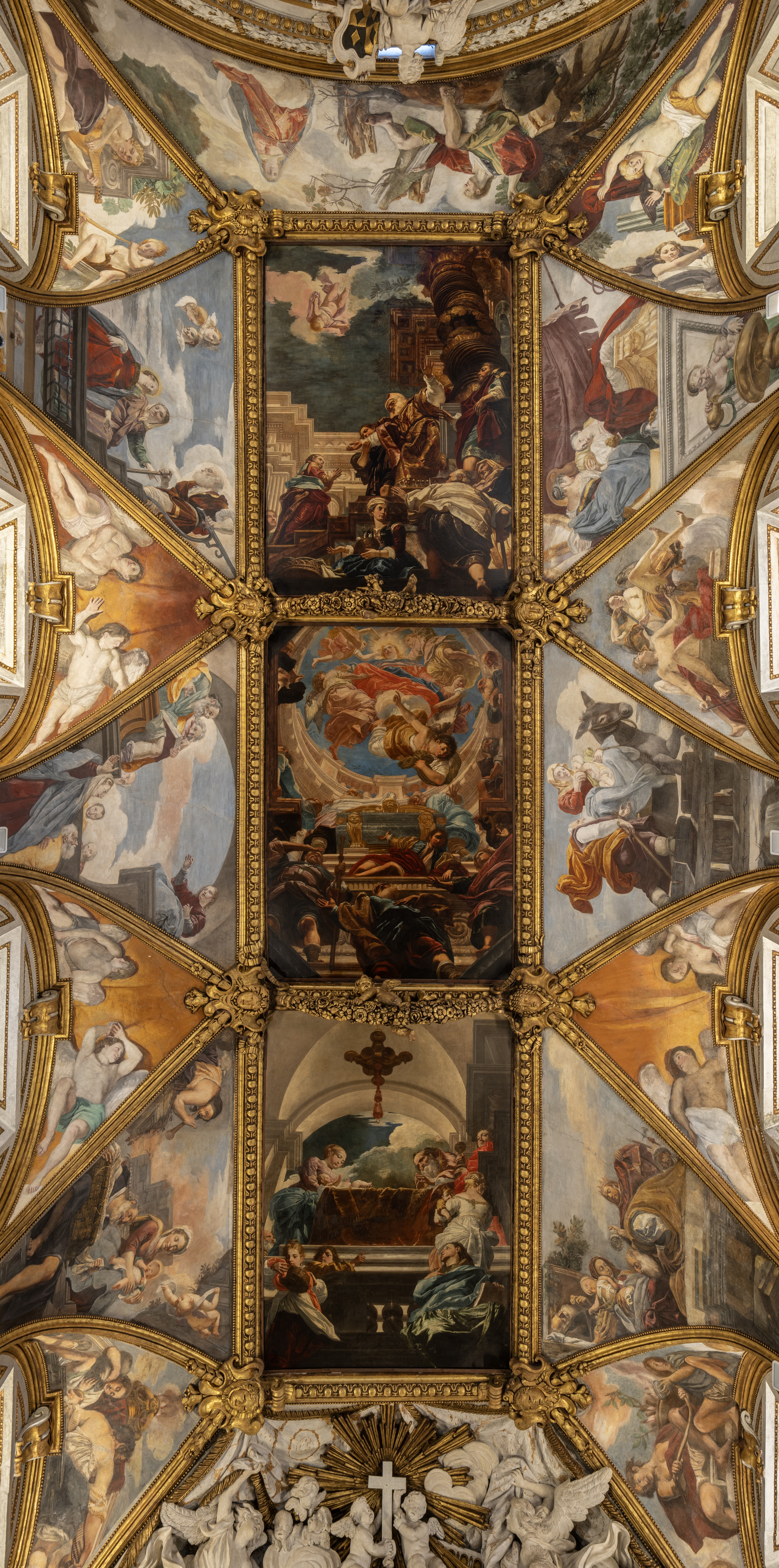
O teto de Antonio Gherardi com cenas da Vida da Virgem.
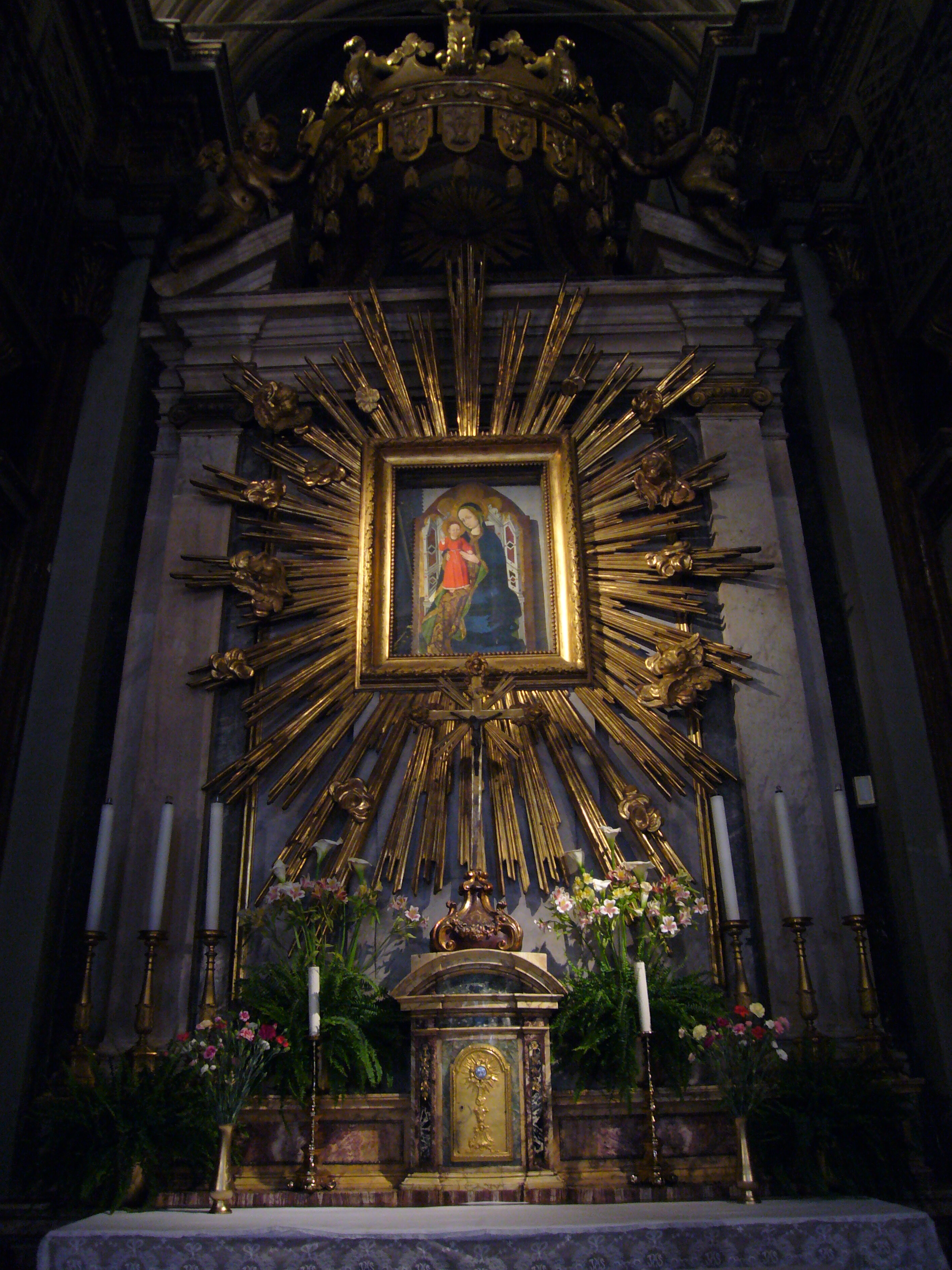
Altar-mor e o sacrário.